# Sean Burroughs
Sean Patrick Burroughs, född 12 september 1980 i Atlanta, Georgia, död 9 maj 2024 i Long Beach, Kalifornien, var en amerikansk professionell basebollspelare som var free agent. Burroughs var främst tredjebasman.
Burroughs tog guld för USA vid olympiska sommarspelen 2000 i Sydney. Han spelade sju säsonger i MLB för San Diego Padres, Tampa Bay Devil Rays, Arizona Diamondbacks och Minnesota Twins, senast 2012.

## Uppväxt
Burroughs är son till den förra MLB-spelaren Jeff Burroughs och föddes i Atlanta när fadern spelade för Atlanta Braves. Burroughs växte dock upp i Long Beach i Kalifornien.

## Karriär

### Major League Baseball

#### San Diego Padres
Burroughs draftades direkt efter high school av San Diego Padres 1998 som nionde spelare totalt och året efter gjorde han proffsdebut i Padres farmarklubbssystem. Han avancerade sedan genom systemet tills han fick göra MLB-debut för Padres den 2 april 2002. Han var den femte yngsta spelaren i National League den säsongen. På 63 matcher hade han ett slaggenomsnitt på 0,271, slog en homerun och hade elva RBI:s (inslagna poäng). Året efter fick han mer speltid och deltog i 146 matcher och det här skulle visa sig vara hans bästa säsong i karriären. Hans slaggenomsnitt var 0,286 och han slog sju homeruns och hade 58 RBI:s. Med sex triples var han nionde bäst i National League.
2004 spelade Burroughs 130 matcher och lyckades höja sitt slaggenomsnitt till 0,298, medan han bara slog två homeruns och hade 47 RBI:s. Slaggenomsnittet var 20:e bäst i National League. Året efter fick han bara spela 93 matcher och hans slaggenomsnitt sjönk till 0,250. Det blev bara en homerun och 17 RBI:s och efter säsongen byttes han bort till Tampa Bay Devil Rays.

#### Tampa Bay Devil Rays
Sejouren i Tampa Bay blev mycket kort då Burroughs 2006 bara fick spela åtta matcher för Devil Rays innan han släpptes i augusti. Han hade ett slaggenomsnitt på 0,190, inga homeruns och en RBI.

#### Seattle Mariners
I januari 2007 skrev Burroughs på för Seattle Mariners, men han fick bara spela för en farmarklubb innan han släpptes redan i juni.

#### Skadeuppehåll
Under 2008–2010 spelade Burroughs inte alls på grund av skada.

#### Arizona Diamondbacks
I november 2010 skrev Burroughs på för Arizona Diamondbacks och han lyckades ta en plats i klubbens spelartrupp 2011. Han spelade 78 matcher med ett slaggenomsnitt på 0,273, en homerun och åtta RBI:s. Efter säsongen blev han free agent.

#### Minnesota Twins
I december 2011 skrev Burroughs på för Minnesota Twins, men det blev bara tio matcher för Twins med ett slaggenomsnitt på 0,118, inga homeruns och en RBI. Efter säsongen blev han free agent igen.

#### Los Angeles Dodgers
I april 2013 skrev Burroughs på för Los Angeles Dodgers, men han fick bara spela för en farmarklubb. Efter säsongen blev han free agent igen.

### Atlantic League
I mars 2014 skrev Burroughs på för Bridgeport Bluefish i den oberoende proffsligan Atlantic League. Han spelade för Bridgeport 2014 och även 2015, fram till början av augusti, då han byttes bort till Long Island Ducks, också i Atlantic League. Han hade högst slaggenomsnitt i ligan 2015 (0,340). Nästan exakt ett år efter bytet till Ducks byttes han tillbaka till Bridgeport Bluefish. Burroughs blev kvar i klubben även 2017, varefter den upplöstes och han hamnade åter i Long Island Ducks. Han blev dock free agent efter 2017 års säsong.

### Internationellt
Burroughs tog guld för USA vid olympiska sommarspelen 2000 i Sydney. Han spelade tre matcher i gruppspelet, mot Sydafrika, Kuba och Australien, samt finalen mot Kuba som USA vann med 4–0. Totalt i turneringen var hans slaggenomsnitt 0,375.